# Еччеленца Базиліката
Еччеленца Базиліката - регіональний підрозділ Еччеленци, шостої в італійській системі ліг.

## Система
Турнір проводиться з сезону 1991-1992. У ньому бере участь 16 команд, які розділені на дві групи. Переможці груп змагаються в Еччеленці за вихід у Серію D. своїх регіонах. Клуби, які фінішували другими беруть участь в раунді плей-оф, який складається з двох турів.